# セブンカルチャーネットワーク
株式会社セブンカルチャーネットワーク（英語名称：Seven Culture Network Co.,Ltd. ）は、カルチャーセンターの運営や旅行業を行うセブン&アイグループの企業。

## 概説
セブン&アイグループ店舗内のカルチャーセンター、スポーツ教室の運営と、「セブン旅倶楽部」の名称で体験型の旅行を行う旅行事業を行っている。
カルチャーセンターは、西武池袋本店（同店運営のそごう・西武は現在はセブン&アイグループから外れた）の「池袋コミュニティ・カレッジ」（1979年に当時の西武百貨店によって設立された）とアリオやイトーヨーカ堂で展開している「セブンカルチャークラブ」に大別される。
なお、神奈川県の「株式会社カルチャー」が一部のイトーヨーカドー店内で「ヨークカルチャーセンター」を運営しているが、当社とは無関係である。

## 店舗

### 池袋コミュニティ・カレッジ
- 西武池袋本店別館8階・9階[4]

### セブンカルチャークラブ
詳細は店舗一覧を参照。